# Verdrag van Lagos
Het Verdrag van Lagos, ondertekend op mei 1975 in Lagos, Nigeria, is een verdrag tussen verschillende West-Afrikaanse landen. Met het verdrag richtten ze de Economische Gemeenschap van West-Afrikaanse Staten (Ecowas) op met als doel het bevorderen van de regionale handel, samenwerking en ontwikkeling in de regio. Kaapverdië werd ook lid van de organisatie in 1976 en Mauritanië maakt er sinds 2000 geen deel meer van uit.

## Lidstaten
- Benin
- Burkina Faso
- Gambia
- Ghana
- Guinee-Bissau
- Kaapverdië
- Liberia
- Mali
- Nigeria
- Senegal
- Sierra Leone
- Togo

## Geschorste lidstaten
- Guinee: na staatsgreep in 2008
- Ivoorkust: na presidentsverkiezingen in 2010
- Niger: na staatsgreep in 2009

## Voormalige lidstaten
- Mauritanië: van 1975 tot 2000